# Frankenstein 1970
Frankenstein 1970 è un film horror fantascientifico del 1958 diretto da Howard W. Koch, liberamente tratto dal romanzo di Mary Shelley Frankenstein, o il moderno Prometeo del 1816.
Nel cast spicca Boris Karloff, già mostro di Frankenstein in tre precedenti occasioni, qui nel ruolo del dottor Victor Frankenstein, discendente diretto di Richard Freiherr von Frankenstein, creatore del primo mostro di Frankenstein ben 230 anni prima: il film è ambientato nel 1970 e, secondo la sceneggiatura del film, ricorre il 230º anniversario della creazione del mostro, datata 1740 (dato che Mary Shelley scrisse il romanzo nel 1816, ma ambientò i fatti al XVIII secolo).

## Trama
Victor Frankenstein, ormai invecchiato, discendente del famoso Barone, affitta ad una troupe televisiva il suo castello al fine di poter finanziare l'acquisto di un reattore atomico (il film, del 1958, è ambientato nel 1970), che vorrebbe utilizzare ancora una volta per dar vita ad un cadavere. Per far ciò egli non esita ad "eliminare" personalmente nell'ordine:
1. Shutter, il servitore (per dare cuore e cervello alla creatura)
2. Judy, l'assistente del regista (che involontariamente aveva aperto la porta al mostro)
3. Morgan, il cameraman (ancora vittima casuale del mostro, ma i cui occhi non sono compatibili per il trapianto)
4. l'amico Dr. Gottfried (perché ormai diventato invadente e, occasionalmente, con occhi stavolta compatibili al trapianto)

Frankenstein, una volta scoperto, decide di distruggere il mostro sottoponendolo a una pioggia radioattiva della quale resterà lui stesso vittima nel suo laboratorio.

## Produzione
In questo, come in molti altri film su Frankenstein, il mostro non appare con le fattezze più note (anzi in questo caso appare sempre dietro le bende anche quando cammina), per la nota questione dell'obolo da pagare alla Universal Pictures per lo sfruttamento dei diritti d'autore funzionali al make up ideato da Jack Pierce per Boris Karloff (che pure è presente anche in questo film, anche se nella parte del dottore invece che del mostro).
Tra i titoli alternativi presi in considerazione durante le riprese ci furono Frankenstein's Castle, Frankenstein 1960 e Frankenstein 2000. Le riprese si svolsero in appena otto giorni con un budget a disposizione ridotto, alla fine si scelse Frankenstein 1970 come titolo per aggiungere un tocco futuristico al tutto. Il principale set del film venne riciclato da Furia d'amare (1958).
Il film venne distribuito dalla Allied Artists Pictures, che acquistò la produzione dalla Aubrey Schenck Productions per 250,000 dollari.

## Home video
La prima versione DVD italiana del film dura solo 68 minuti invece di 83, ma è presentata nel corretto formato originale 2,35:1 seppure in letterbox e non in widescreen anamorfico.
Nel 2010 la Sinister Film ha pubblicato in DVD la versione integrale del film, sempre nel corretto formato cinematografico.